# Agrostis producta
Agrostis producta är en gräsart som beskrevs av Pilg.. Agrostis producta ingår i släktet ven, och familjen gräs. Inga underarter finns listade i Catalogue of Life.